# Asociación Internacional de Críticos de Arte
La Asociación Internacional de Críticos de Arte (AICA), (International Association of Art Critics) es una organización internacional no gubernamental que tiene como objetivo defender la libre expresión en la crítica de arte y facilitar su diversidad. Representa y promociona las actividades de sus miembros, pertenecientes a 71 secciones nacionales en todo el mundo. 
AICA fue fundada en 1950, luego de dos congresos internacionales en la Unesco, en 1948 y 1949, realizados por un grupo de críticos, historiadores del arte y curadores de museos de arte provenientes de varios países. Al año siguiente se convirtió en una ONG.
La sede central se encuentra en París, Francia. La organización es financiada por sus miembros a través del pago de una cuota.
Para adherirse a la AICA los candidatos deben presentar datos y documentos que atestigüen una actividad regular en los últimos tres años en medios de comunicación (prensa escrita, radio, televisión), curadoría de exposiciones; en la publicación de libros sobre crítica, de análisis con fines pedagógicos o científicos, de ensayos críticos sin fines comerciales para museos y galerías; en la enseñanza de la crítica, estética o historia del Arte, de la curadoría y de la historia de las exposiciones, en un nivel de educación superior. La elección está a cargo de los pares por voto secreto.

## Objetivos
- Defender la libertad de expresión y de pensamiento.
- Promover las disciplinas críticas en el arte y contribuir a sus metodologías.
- Facilitar y ampliar información en el campo de las artes visuales.
- Proteger los intereses morales y profesionales de los críticos de arte.
- Establecer encuentros internacionales para asegurar la relación permanente de los miembros.
- Contribuir al acercamiento de las culturas.
- Colaborar con los países en vías de desarrollo.[1][2]

## Filiales
- AICA Alemania
- AICA Argentina
- AICA Brasil
- AICA Corea del Sur
- AICA Costa Rica
- AICA Dinamarca
- AICA España
- AICA México